# احتجاجات الحرب الفلسطينية الإسرائيلية في المملكة المتحدة
نتيجة للحرب الفلسطينية الإسرائيلية اندلعت احتجاجات على مستوى البلاد في جميع أنحاء المملكة المتحدة. حدثت هذه المظاهرات كجزء من حركة أوسع للاحتجاجات المرتبطة بالحرب في جميع أنحاء العالم.

## الاحتجاجات
في الأسابيع التالية، وردًا على الهجمات الإسرائيلية المضادة على قطاع غزة، نُظمت العديد من المسيرات والوقفات الاحتجاجية المؤيدة للشعب الفلسطيني في أنحاء المملكة المتحدة. ففي التاسع من أكتوبر، شارك ائتلاف أوقفوا الحرب وحملة التضامن مع فلسطين في مظاهرة سار فيها المئات عبر شارع كنسنغتون هاي ستريت في لندن وأمام سفارة إسرائيل، وأعرب مجلس السلم والأمن في بيان له عن أن هجمات حماس يجب أن تُفهم في سياق عقود من الاحتلال الإسرائيلي، وأنه لوقف العنف من الجانبين، لابد من إنهاء السبب الجذري وهو الاحتلال الإسرائيلي. وتم اعتقال ثلاثة أشخاص خلال تلك الاحتجاجات.
وشهدت لندن أكبر التظاهرات، بحضور آلاف المتظاهرين من مختلف أنحاء البلاد: تظاهر الآلاف في 15 أكتوبر، و100 ألف في 21 أكتوبر،  و70 ألفًا في 28 أكتوبر، و30 ألفًا في 4 نوفمبر، و300 ألف شخص في 11 نوفمبر. واعتُبرت مسيرة 11 نوفمبر واحدة من أكبر المسيرات في المملكة المتحدة منذ سنوات عديدة، حتى قُدرت من قِبل البعض بأنها الأكبر منذ احتجاجات عام 2003 المناهضة لغزو العراق.
كما تظاهر مئات الآلاف في أنحاء أخرى من البلاد، في اسكتلندا مثل إدنبرة، وغلاسكو، ودندي، وفوريس، ودومفريز، وأبردين؛  وفي إنجلترا مثل ليدز،  وبلاكبيرن،  ومانشستر،  وشيفيلد،  وبرمنغهام،  وأكسفورد،  وسويندون،  وبريستول،  ونورويتش،  برايتون،  وساوثهامبتون ؛ وفي ويلز مثل كارديف،  وسوانزي،  وأبيرجافيني،  ونيوبورت؛  وفي أيرلندا الشمالية مثل لورغان،  وأرماغ،  وديري،  وبلفاست حيث نُظم احتجاج أمام القنصلية الأمريكية.
كما نُظمت اعتصامات في محطات القطار في محطة كينغز كروس،  ولندن واترلو،  وليفربول لايم ستريت،  ومانشستر بيكاديللي،  وإدنبرة ويفرلي، وغلاسكو سنترال،  وبريستول تمبل ميدز. وفي بريستول، تظاهر أطفال المدارس من خلال سلسلة من الإضرابات المدرسية،  وفي شرق لندن، قاطع طلاب المدارس الثانوية اجتماعًا حضره نائب حزب العمال بسبب رفض حزبه الدعوة لوقف إطلاق النار في فلسطين. وفي كلية لوتون السادسة النموذجية، تم تعليق مجلس الطلاب بسبب تنظيمه وقفة احتجاجية. كما أزال المتظاهرون العلم الإسرائيلي من سطح قاعة مدينة شيفيلد ورفعوا العلم الفلسطيني؛ وأعلنت شرطة جنوب يوركشاير لاحقًا أن هذا الحادث يشكل جريمة عنصرية متعلقة بالنظام العام وجريمة كراهية. وتظاهر المحتجون أيضًا أمام متحف العلوم في لندن.
في 26 نوفمبر 2023، انضم ما بين 50 ألفًا و60 ألف شخص إلى مسيرة في لندن للاحتجاج على تزايد جرائم الكراهية ضد اليهود في المملكة المتحدة منذ هجوم حركة حماس على إسرائيل في 7 أكتوبر. وفي 14 يناير 2024، حضر نحو 25 ألف شخص مسيرة لدعم إسرائيل في ميدان تراقلغار، للمطالبة بالإفراج عن الرهائن المحتجزين لدى حماس.

## الالتماسات

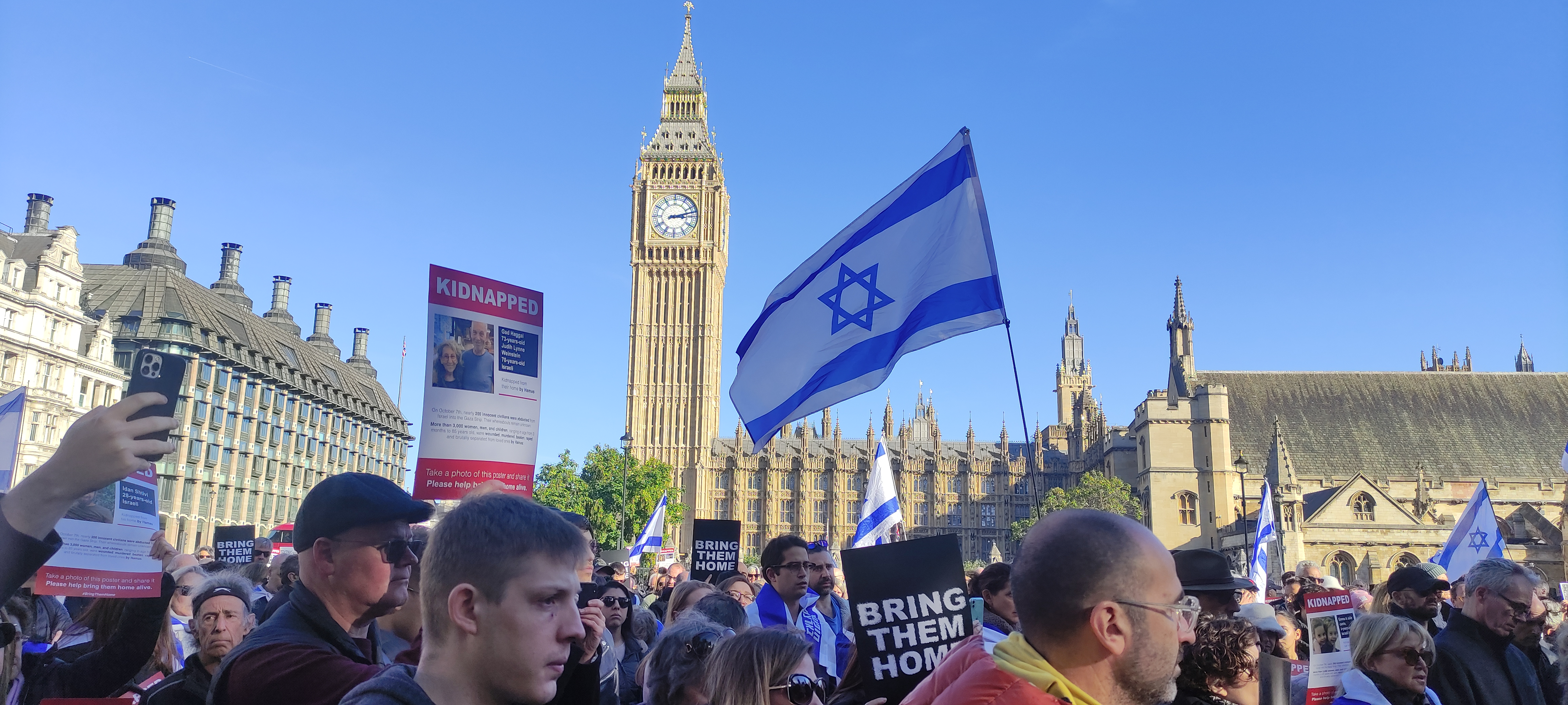
مظاهرة مؤيدة لإسرائيل في لندن، 15 أكتوبر 2023

تقدّم الجمهور البريطاني بالتماسات إلى السياسيين والمؤسسات حول مختلف القضايا المتعلقة بالأزمة في إسرائيل وفلسطين. فعلى سبيل المثال، قدم مئات الأشخاص في مدينة بريستول التماسًا إلى مجلس المدينة لتبني الدعوة إلى وقف إطلاق النار وإنارة قاعة المدينة بألوان العلم الفلسطيني تعبيرًا عن التعاطف مع الفلسطينيين الذين قتلوا أو جرحوا على يد إسرائيل، بعد أن أضاءت المبنى من قبل بالأزرق والأبيض لونَي علم إسرائيل عقب الهجوم الذي شنّته حركة حماس. وفي بريستول أيضًا، سُلمت عريضة إلى كارلا دينير، مستشارة كليفتون داون والزعيمة المشاركة لحزب الخضر، تطالب بوقف إطلاق النار. وكان العديد من الموقعين على العريضة من الأطفال الذين شاركوا في الاحتجاجات خارج قاعة مدينة بريستول، والتي نظمتها منظمة الإضراب المدرسي من أجل فلسطين، وهي مجموعة من النشطاء المحليين وأولياء الأمور.
وقد قدم الطلاب وأعضاء هيئة التدريس والخريجون في جامعة أكسفورد التماسًا إلى الجامعة يطالبونها بالموافقة على تبني دعوة لوقف إطلاق النار، وحصلت العريضة على ما يقرب من ألفي توقيع. كما كتب الطلاب والموظفون في جامعة كامبريدج رسالة مفتوحة إلى الجامعة، وقّع عليها أكثر من ألف وأربعمائة شخص، يطالبونها بالاعتراف بـ "ذبح الفلسطينيين الأبرياء"، وقطع العلاقات المالية مع إسرائيل كما فعلت مع روسيا بعد غزوها أوكرانيا، ومطالبتها بالتحقيق في علاقاتها المالية مع شركات الأسلحة التي من المحتمل أن تزود إسرائيل بها.

## المجتمع المدني

### المحامون وعلماء القانون

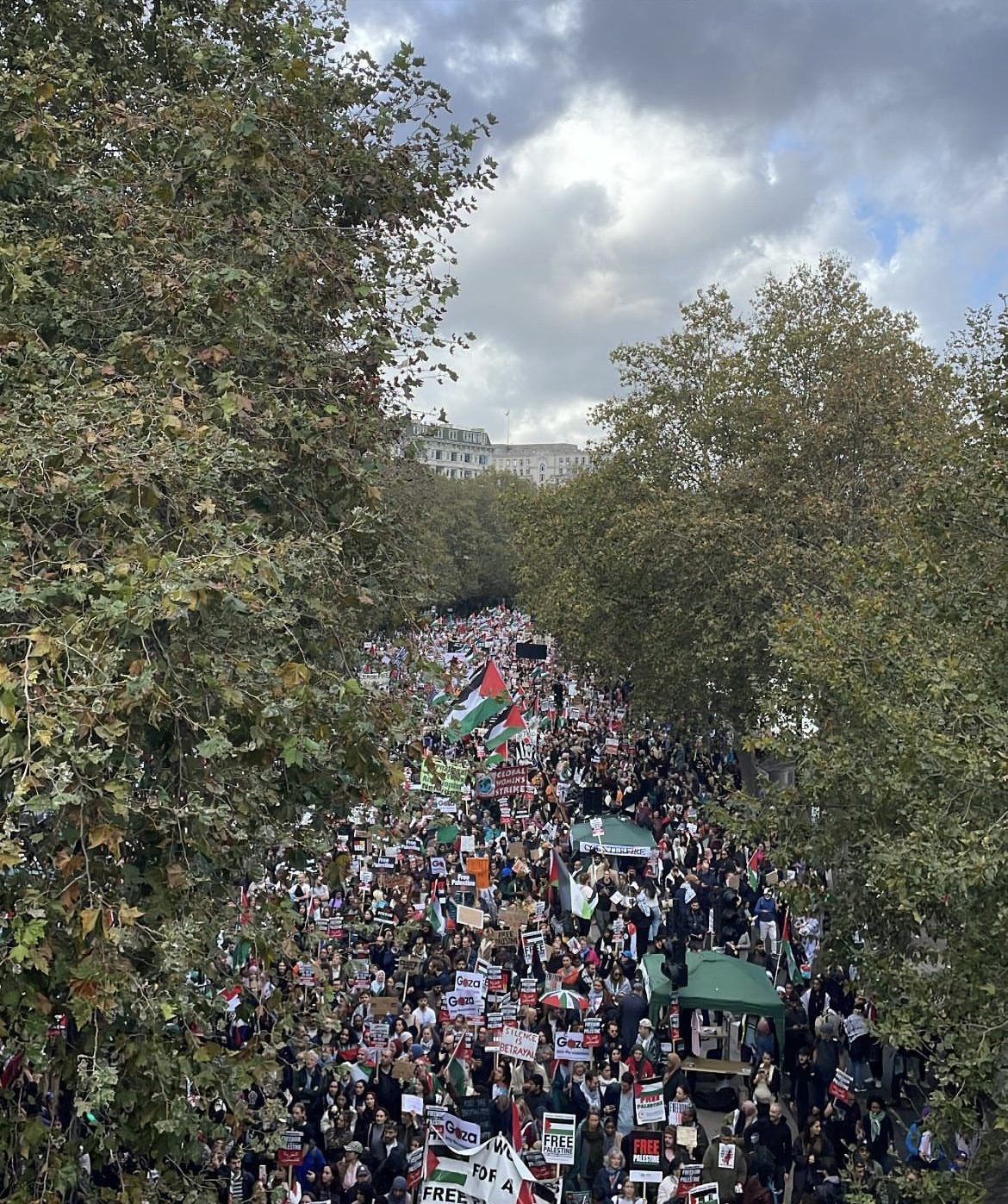
مظاهرة مؤيدة للفلسطينيين في لندن، 28 أكتوبر

في الثالث عشر والسادس عشر من شهر أكتوبر،  أصدر محامون في مركز العدالة الدولية للفلسطينيين إخطارًا إلى رئيس الوزراء ريشي سوناك، وزعيم المعارضة كير ستارمر، والسياسيين العماليين إميلي ثورنبري ودافيد لامي، يوضحون فيه نيتهم بملاحقتهم قضائيًا؛ إذا ما ساعدوا أو حرضوا على ارتكاب جرائم حرب. صدرت هذه الإخطارات عقب تصريحات لستارمر وثورنبري المدعي العام في حكومة الظل، والتي بدت مبررة لجريمة الحرب المتمثلة في العقاب الجماعي بحجة "حق إسرائيل في الدفاع عن نفسها". وقد كتب هذه الرسائل رئيسا المجموعة المشاركان النائب المحافظ كريسبين بلانت والمحامي طيب علي الشريك في شركة بندمان للمحاماة.
وفي السابع عشر من أكتوبر، كتب ثمانية محامين يهود بريطانيين بارزين، هم: اللورد ديفيد نويبرجر، وفيليب ساندز، وريتشارد هيرمر، وداني فريدمان، وأنتوني ميتزر، وجون تورنر، وآدم فاغنر، وساندرا فريدمان؛ رسالة إلى صحيفة فاينانشال تايمز، أعربوا فيها عن "مخاوف كبيرة" إزاء سلوك إسرائيل في غزة، مشيرين إلى أن إبقاء مليوني نسمة من سكان غزة تحت الحصار وحرمانهم من الضروريات الأساسية كالغذاء والماء "سيكون انتهاكًا خطيرًا للقانون الدولي"، وأن "العقاب الجماعي محظور بموجب قوانين الحرب"، ولم يروا أنه من "غير الحساس أو غير المناسب" تذكير إسرائيل بالتزاماتها.
وفي اليوم ذاته، كتب 39 باحثًا قانونيًا من الجامعات البريطانية، من بينهم فيل سكراتون الأستاذ الفخري في كلية الحقوق بجامعة كوينز في بلفاست، إلى كير ستارمر يطلبون منه توضيح موقف حزب العمال من جرائم الحرب، وخصوصًا العقاب الجماعي، في ضوء تصريحه لإذاعة إل بي سي بأن لإسرائيل الحق في قطع المياه والكهرباء عن غزة. وقبل يومين، شارك باحثون بريطانيون في القانون ودراسات الصراع والهولوكوست والإبادة الجماعية، ومنهم أليسون فيبس رئيسة اليونسكو في جامعة جلاسكو، ونادين العناني أستاذة القانون في جامعة كنت، وداميان شورت أستاذ حقوق الإنسان في كلية الدراسات المتقدمة، حيث وقعوا على بيان نشر على موقع مقاربات العالم الثالث للقانون الدولي، أعربوا فيه عن شعورهم "بضرورة إطلاق صافرة الإنذار بشأن احتمال ارتكاب جريمة إبادة جماعية من قبل القوات الإسرائيلية ضد الفلسطينيين في قطاع غزة".
في وقت لاحق من ذلك الشهر، وقع المئات من المحامين على رسالة مفتوحة بتاريخ 26 أكتوبر موجهة للحكومة البريطانية، عبروا فيها عن قلقهم إزاء انتهاكات إسرائيل للقانون الدولي، وطالبوها بالضغط من أجل وقف إطلاق النار ووقف بيع الأسلحة لإسرائيل. وكان من بين الموقعين جيفري بندمان المحامي المتخصص في قانون حقوق الإنسان، وأندرو هول الرئيس السابق لنقابة المحامين الجنائيين، وثيودور هاكل المستشار العام السابق لويلز، إلى جانب شركاء ومديري شركات محاماة وأساتذة قانون.

### الجمعيات الخيرية والمنظمات غير الحكومية

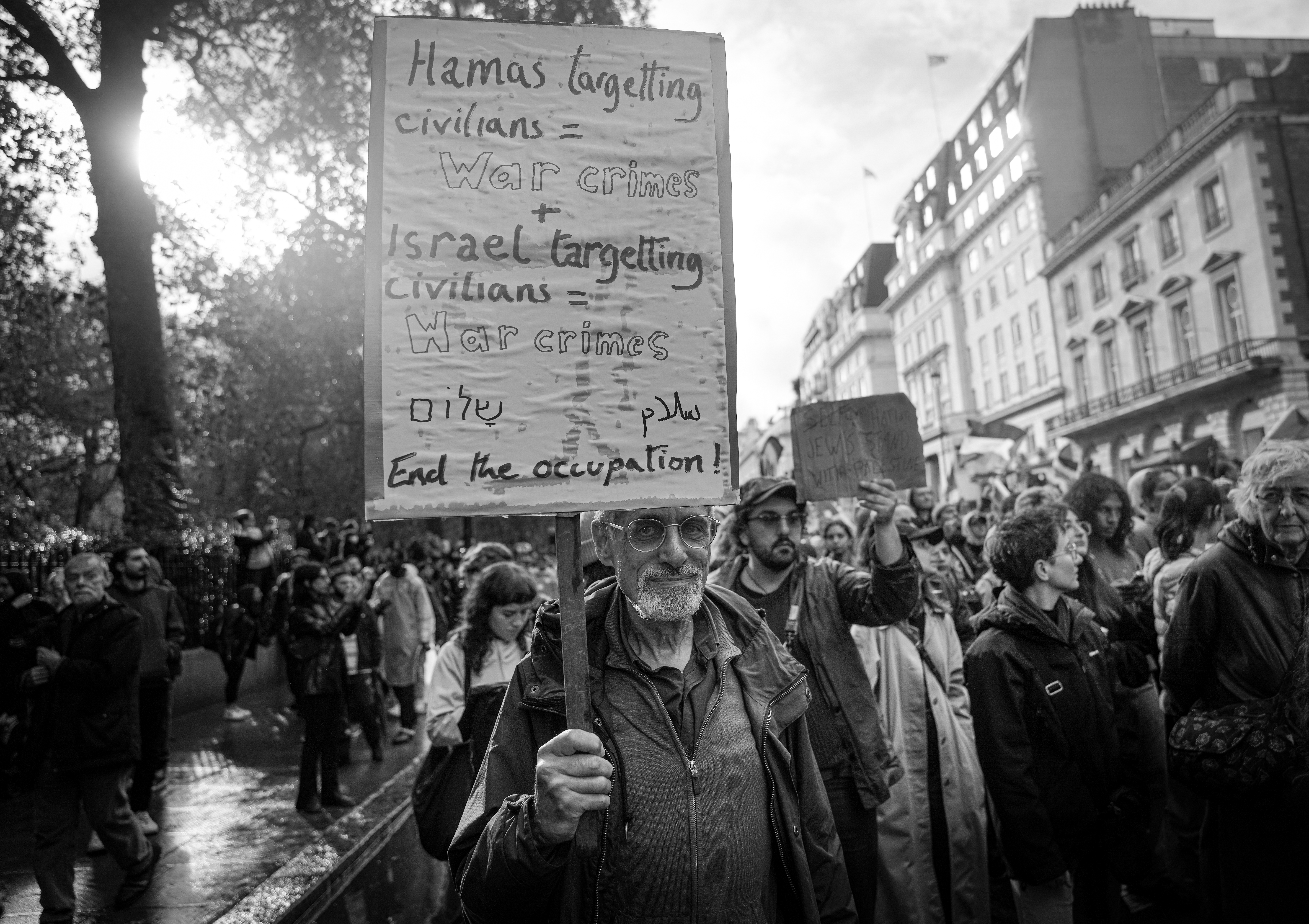
مسيرة مناصرة للفلسطينيين في لندن، 21 أكتوبر 2023

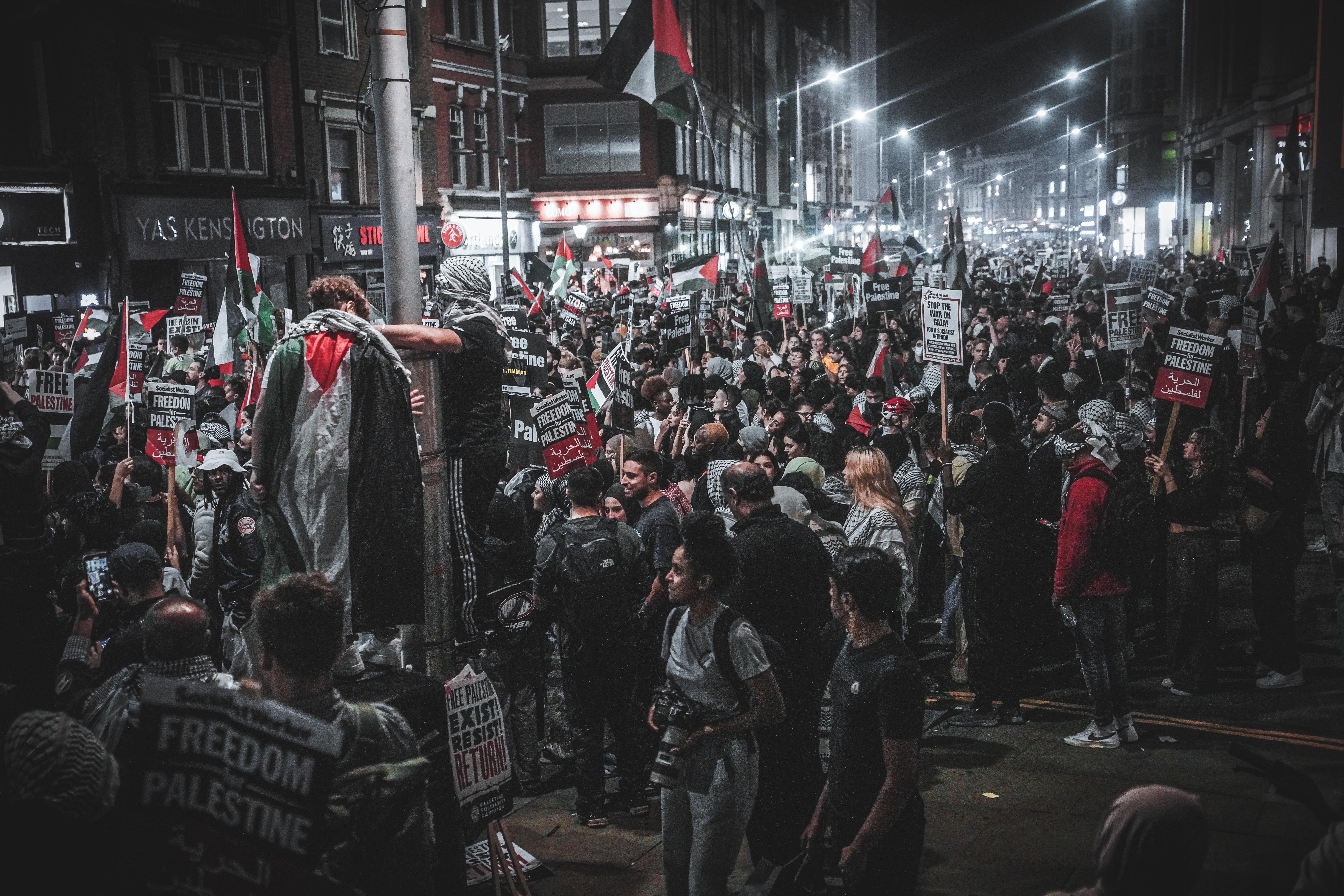
مظاهرة مؤيدة للفلسطينيين في لندن، 8 أكتوبر 2023

أنظمت الجمعيات الخيرية والمنظمات غير الحكومية البريطانية إلى المناشدات بوقف إطلاق النار وتقديم المعونات الإنسانية في فلسطين. وقبيل انعقاد القمة العالمية للأمن الغذائي في لندن، بعث رؤساء اثنتي عشرة جمعية خيرية برسالة إلى رئيس الوزراء يحثونه فيها على أن يستخدم ملاحظاته الافتتاحية في القمة "للدعوة إلى وقف فوري لإطلاق النار، وإدانة الحصار الإسرائيلي المستمر، والإلحاح على توفير الغذاء والوقود، والسماح بدخول المياه وغيرها من المساعدات الحيوية للبقاء على قيد الحياة إلى غزة بأثر عاجل". وشملت تلك المؤسسات الخيرية أوكسفام، وطفل الحرب، والمعونة المسيحية، وجمعية العون الطبي للفلسطينيين، والإغاثة الإسلامية، والكافود، ومجلس تعزيز التفاهم العربي البريطاني، والإنسانية والشمول، والخطة الدولية، والعمل ضد الجوع. نظمت جمعية العون الطبي للفلسطينيين احتجاجًا خارج وزارة الخارجية والكومنولث والتنمية في لانكستر هاوس، حيث انعقدت قمة عالمية للأمن الغذائي، حضرها رئيس الوزراء ريشي سوناك، ووزير الدولة للتنمية وأفريقيا أندرو ميتشل، ووزير الخارجية المعين حديثًا السكرتير ديفيد كاميرون. ورفع المتظاهرون لافتات كتب عليها "أطعموا غزة، أوقفوا إطلاق النار الآن"، مما يسلط الضوء على انعدام الأمن الغذائي والمائي الذي يعانيه سكان غزة بسبب الحصار والقصف الإسرائيلي.
نادت منظمة إنقاذ الطفولة والإغاثة الإسلامية، التي لديها فرق في إسرائيل وفلسطين، بوقف إطلاق النار؛ لأن الناس في تلك المنطقة بما فيهم موظفوها كانوا مرعوبين، وحتى يتسنى تقديم المساعدات. وقالت منظمة العفو الدولية إن رفض الحكومة وحزب العمال إدانة إسرائيل يقلل من خطورة جرائم الحرب التي ترتكبها إسرائيل، وطالبت المؤسسة الخيرية السياسيين البريطانيين بـ"معارضة جميع جرائم الحرب" التي يرتكبها الفلسطينيون وإسرائيل على حد سواء بشكل صريح.
أثار مجلس اللاجئين، ومنظمة الممر الآمن الدولية، وأطباء العالم، ومؤسسة هيلين بامبر، ومدينة سانكتشواري وغيرها من المنظمات غير الحكومية المخاوف إزاء الأزمة، خصوصًا بالنسبة للاجئين الفلسطينيين، ووضعوا خطة لإعادة توطين اللاجئين الفلسطينيين والإسرائيليين على غرار مبادرة الحكومة للأوكرانيين بعد الغزو الروسي لأوكرانيا. وقالت وزيرة الخزانة فيكتوريا أتكينز إن خطة اللاجئين الفلسطينيين "ليست الرد الصحيح لأننا بحاجة إلى مواصلة الضغط على هذه المنظمة الإرهابية لوقف أعمالها العدائية، وإطلاق سراح الرهائن والعودة إلى طاولة المفاوضات الدبلوماسية. في هذه المرحلة ولست متأكدة من أن طريقًا إنسانيًا آخر هو الحل".
في أعقاب مجزرة مستشفى المعمداني في غزة، أصدرت 70 منظمة غير حكومية دولية، بما في ذلك منظمة أكشن إيد في المملكة المتحدة، وبوند، وكافو، وكريستيان إيد، والإغاثة الإسلامية، وأطباء بلا حدود في المملكة المتحدة، وأوكسفام، ومنظمة إنقاذ الطفولة في المملكة المتحدة، ومنظمة ووتر آيد في المملكة المتحدة، وتيرفند، بيانًا يحث الحكومة البريطانية على ضمان وقف إطلاق النار. نظمت منظمة العفو الدولية احتجاجًا خارج 10 داونينج ستريت تضامنًا مع الفلسطينيين في رفح قبل الهجوم الإسرائيلي المتوقع على رفح.
في أعقاب بدء الهجوم الإسرائيلي على رفح دعت منظمة أوكسفام المملكة المتحدة إلى وقف عمليات نقل الأسلحة إلى إسرائيل، قائلة: "سوف تكون حكومة المملكة المتحدة متواطئة في هذه المذبحة طالما استمرت في بيع الأسلحة إلى إسرائيل، مع العلم بأنه من المحتمل أن يتم استخدامها لقتل وتشويه سكان غزة".

### العاملون في مجال الرعاية الصحية
أصدرت الكلية الملكية للتمريض بيانًا تدين فيه "الفظائع" ضد المدنيين والعاملين في مجال الرعاية الصحية في إسرائيل وغزة، وتطالب بتمكين العاملين في قطاع الرعاية الصحية من رعاية المرضى والجرحى دون التهديد بالعنف؛ كون الرعاية الصحية حق من حقوق الإنسان. وكتب موظفو الرعاية الصحية من الأقليات العرقية ممثلين في 27 جمعية للممرضات والقابلات والأطباء وغيرهم من العاملين في هذا المجال، رسالة مفتوحة إلى الحكومة يطالبون فيها رئيس الوزراء بالدعوة إلى وقف إطلاق النار. كما حثت الرسالة التي نظمتها الجمعية الطبية الإسلامية البريطانية، رئيس الوزراء على "أخذ زمام المبادرة" لتسهيل التوصل إلى حل سلمي للأزمة.
لإحياء ذكرى ما يقرب من 200 من العاملين في مجال الرعاية الصحية الذين قتلهم الإحتلال الإسرائيلي على غزة، تجمع العاملون في هذا القطاع خارج مقر رئاسة الوزراء في داوننغ ستريت للمطالبة بوقف إطلاق النار، ورفع العاملون لافتات تحمل أسماء 189 زميلًا لهم قتلوا في غزة. ووقع آلاف الأطباء رسالة مفتوحة إلى الحكومة يدينون فيها دعمها لإسرائيل واصفين ذلك بأنه "تجاهل صارخ لانتهاكات القانون الدولي وأزمات الرعاية الصحية".

## النقابات العمالية

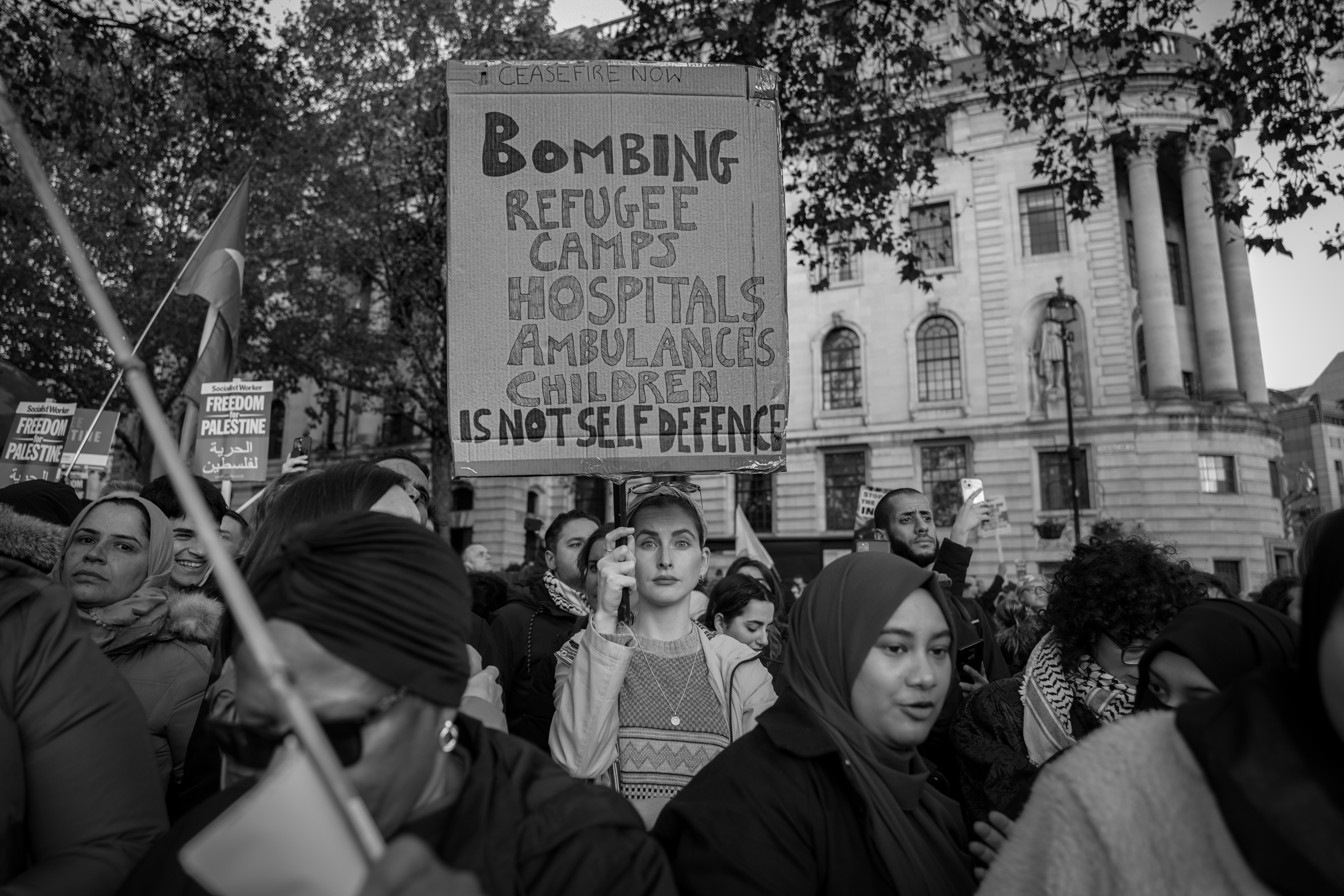
احتجاج مؤيد للفلسطينيين في لندن يدعو إلى وقف إطلاق النار، 4 نوفمبر 2023

أصدرت عدة نقابات عمالية بيانات تدين الهجمات التي شنتها كل من حركة حماس وإسرائيل، وتدعو إلى وقف إطلاق النار، ومن بين هذه النقابات: النقابة الوطنية لعمال السكك الحديدية والملاحة البحرية والنقل، واتحاد فرق الإطفاء، وأكبر نقابتين عماليتين في المملكة المتحدة، وهما نقابة يونايت يونين ونقابة يونيسون، حيث قامت الأخيرة بالتبرع بمساعدات طبية للفلسطينيين والصليب الأحمر. وقال مؤتمر نقابات العمال إن "مقتل المدنيين الإسرائيليين على يد حماس والعقاب الجماعي لشعب غزة من قبل الحكومة الإسرائيلية لن يفعل شيئًا لإنهاء الاحتلال أو إحلال السلام".
اعترض اتحاد النقابات العمالية على أمر الحكومة الإسرائيلية بإجلاء الفلسطينيين من شمال غزة، قائلًا إن ذلك "يخاطر بحدوث كارثة إنسانية". ورددت منظمة "إنصاف" هذه المشاعر، مضيفة أن أوامر الحكومة الإسرائيلية وأفعالها - بما في ذلك حجب المرافق عن غزة - لا يمكن أن تؤدي إلا إلى التطهير العرقي. وقالت نقابة "جي إم بي" إنه "لا ينبغي أبدًا معاقبة المدنيين الأبرياء على أفعال الجماعات الإرهابية" وكررت "دعمها لدولة فلسطينية مستقلة" ضمن "حل الدولتين".
أدانت الكلية الملكية للتمريض "الفظائع البغيضة واللاإنسانية المرتكبة ضد المدنيين والعاملين في مجال الرعاية الصحية" في إسرائيل وغزة، ووصفت الرعاية الصحية بأنها حق من حقوق الإنسان، وأضاف كبير الممرضين في الكلية البروفيسور نيكولا رينجر، "بموجب اتفاقية جنيف تحظر الاتفاقيات قتل المدنيين ويجب رعاية المرضى والجرحى ويجب أن يكون طاقم التمريض قادرًا على العمل دون خوف من العنف." 
انضمت الرابطة الوطنية لاتحاد مديري المدارس للمعلمات إلى الدعوات لوقف إطلاق النار و"السلام العادل في إسرائيل وفلسطين، وإنهاء الاحتلال العسكري للأراضي الفلسطينية، واحترام جميع الحقوق الفلسطينية بما في ذلك الحق في تقرير المصير"، وهي المشاعر التي أعرب عنها بالمثل الاتحاد العام لنقابات العمال، الذي أعرب أيضًا عن أن "التصعيد الحالي في أعمال العنف يحدث في سياق الاحتلال غير القانوني للأراضي الفلسطينية من قبل إسرائيل والقمع المنهجي للشعب الفلسطيني، الذي وصفته منظمات حقوق الإنسان الدولية بأنه نظام الفصل العنصري".
حذرت منظمة "الأصوات المتحدة في العالم" من إمكانية حدوث إبادة جماعية للفلسطينيين،  كما فعلت نقابة العمال المستقلة في بريطانيا العظمى، التي "تدين العنف الذي تم تمكينه وتشجيعه من قبل الحكومات الغربية، بما في ذلك حكومة المملكة المتحدة". بعض البيانات النقابية، مثل بيان نقابة العمال المستقلة في بريطانيا العظمى والاتحاد العام لنقابات العمال،  أشارت صراحة ودعمت دعوات النقابات العمالية الفلسطينية للحركة النقابية في جميع أنحاء العالم لرفض بناء أو نقل الأسلحة إلى إسرائيل، واتخاذ الإجراءات اللازمة ضد الشركات المتواطئة في حصار غزة والضغط على حكوماتها لوقف التجارة العسكرية مع إسرائيل.

## احتجاجات في الجامعات

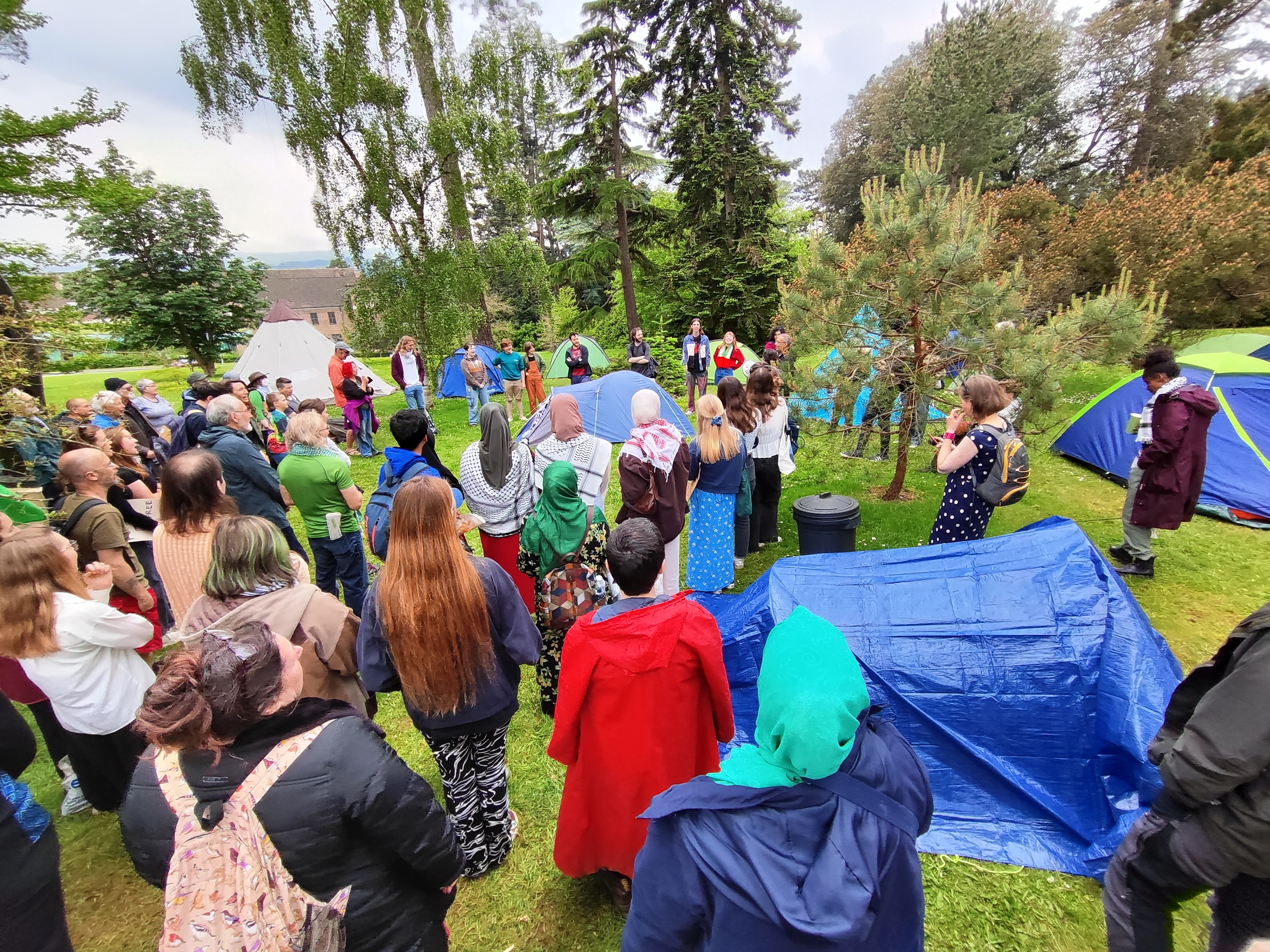
مخيم أُقيم في جامعة إكستر، 18 مايو 2024

كانت احتجاجاتٌ مماثلة ودعواتٌ لسحبِ الاستثمارات قد اندلعت بالفعل في جامعات ليدز، وبرستل، وكلية جولدسميث بجامعة لندن، وذلك بدءًا من فبراير ومارس. وبعد حملةٍ من الطلاب، أعلنتْ جامعة يورك في 27 أبريل أنها "لم تعدْ تُبقي على استثماراتٍ في الشركات التي تَصنع أو تبيعُ في المقام الأول الأسلحة والمنتجات أو الخدمات المتعلقة بالدفاع".
في مساء يوم 19 أبريل، احتلَّ طلابٌ من جامعة ووريك ساحة الحرم الجامعي. وفي 22 أبريل نظَّم طلابٌ من جمعية فلسطين بجامعة ليستر احتجاجًا. وفي 26 أبريل نظَّم طلابٌ من كلية لندن الجامعية مسيرةً في الحرم الجامعي، على الرغم من أنهم كانوا يُنظمون حملاتٍ منذ شهور. وفي اليوم ذاته فازَتْ مجموعة "عمل لندن من أجل فلسطين" بلقاءٍ مع أعضاءٍ بارزين في إدارة الجامعة، لمناقشة سحب الاستثمارات واقتراحِ مساعدةِ الطلاب الفلسطينيين الذين دُمِّرت جامعاتُهم.
وفي الأول من مايو، أُقيمتْ اعتصاماتٌ في جامعة برستل، وجامعة ليدز، وجامعة مانشستر، وجامعة نيوكاسل، بالإضافة إلى اعتصامٍ مُشتركٍ بين جامعة شفيلد وجامعة هالام شفيلد. وفي 3 مايو، أقامَ المُحتجُّون اعتصامًا في كلية لندن الجامعية. واحتلَّ المُحتجُّون أيضًا المكتبة في جامعة جولدسميث في لندن. وقد وافقتْ جولدسميث على مطالب المُحتجِّين، فأطلقتْ اسمَ الصحفية الفلسطينية شيرين أبو عاقلة على أحدِ المباني، ومراجعة سياسة الجامعة فيما يتعلق بالتعريف العملي لمعاداة السامية، وإقامةِ نصبٍ تذكاريٍّ للاحتجاج في الحرم الجامعي.
في الأسبوع التالي، أقامَ المُحتجُّون اعتصاماتٍ في جامعة أكسفورد، وجامعة كامبريدج، ومدرسة الدراسات الشرقية والإفريقية في لندن، وجامعة ليفربول في 6 مايو. وفي اسكتلندا أُقيمتْ اعتصاماتٌ أيضًا في جامعة أبردين وجامعة إدنبرة. وفي اليوم التالي نظَّم مُحتجُّون في جامعة كوينز في بلفاست اعتصامًا تضامنًا مع فلسطين. وطالبَ المُحتجُّون، من بين مطالبَ أخرى، بإقالةِ هيلاري كلينتون من منصبِها كرئيسةٍ للجامعة. وفي 8 مايو احتُلَّتْ ساحة أبركرومبي في جامعة ليفربول وأُعيد تسميتُها بشكلٍ رمزي باسمِ الشاعر الغزيّ المُغتال رفعت العرعير،  وأُقيمَ اعتصامٌ في جامعة بانغور. وفي 9 مايو أقامَ مُحتجُّون في جامعة لانكستر اعتصامًا في الحرم الجامعي.
في 13 مايو، أقامَ المُحتجُّون اعتصامًا في ساحة مكتبة جامعة ساسكس، ونظَّم طلابٌ مسيرةً تلتْها إقامةُ اعتصامٍ في جامعة الملكة ماري في لندن. وفي اليوم التالي، بدأ مئاتُ المُحتجِّين المُؤيّدين للفلسطينيين باحتلالِ قاعة مارشال في كلية لندن للاقتصاد. وتوصَّلَ المُنظِّمون إلى اتفاقٍ مع فريق الأمن يسمحُ للطلاب الذين يحملون بطاقاتِ هويةٍ بالدخول إلى المبنى. ولا يزالُ حوالي 50 مُتظاهرًا مُلتزمين باحتلالِ المبنى حتى تتحقَّقَ مطالبُهم بقطعِ كلية لندن للاقتصاد علاقاتِها مع إسرائيل. وفي اليوم نفسه، أُقيمَ اعتصامٌ أيضًا في جامعة كارديف،  وأقامَ طلابٌ من جامعة إكستر "مُخيم تحرير إكستر من أجل فلسطين" في حرم ستريثام الجامعي. ويأتي هذا في أعقابِ إقامةِ "مُخيم تضامن فليكسي" بشكلٍ مُشتركٍ من قبلِ طلابِ جامعة إكستر وجامعة فالموث في حرم بينرين الجامعي في كورنوال.
في 15 مايو أُقيمَ اعتصامٌ أمام قاعة هيسلينجتون في جامعة يورك.

## احتجاجات موجهة للشركات
اتُّخذت إجراءات مباشرة ضد المصانع المنتجة للأسلحة التي تُزوِّد إسرائيل بها. فعلى سبيل المثال، في 24 أكتوبر قام نقابيون منتسبون إلى نقابات مثل "يونايت يونين"، و"يونيسون"، و"الاتحاد الوطني للتعليم"، و"اتحاد الجامعات والكليات"، والرابطة الطبية البريطانية، و"نقابة عمال الخبازين والغذاء"، في مدينة كنت بحصار شركة "إنسترو بيرسجن"، وهي شركة تابعة لشركة إلبيط سيستمز العسكرية الإسرائيلية المصنِّعة للطائرات بدون طيار.
في الحادي والثلاثين من أكتوبر أغلقت منظمة العمل الفلسطيني مدخل مصنع شركة "إلبيت سيستمز" في مجمع الأعمال "ازتيك ويست" في مدينة بريستول. وفي العاشر من نوفمبر أغلق النقابيون في مدينة روتشستر بكنت مداخل مصنع الأسلحة مرة أخرى، وكانت هذه المرة شركة بي أيه إي سيستمز، حيث ذكروا أن تلك المنشأة تصنع مكونات للطائرات العسكرية المستخدمة في قصف غزة. وفي السادس عشر من نوفمبر، احتلت منظمة العمل الفلسطيني مصنع شركة ليوناردو في مدينة ساوثهامبتون، مما أدى إلى توقف الإنتاج. وفي السابع من ديسمبر أغلق محتجون معارضون للعمل العسكري في قطاع غزة أربعة مصانع للأسلحة في مختلف أنحاء المملكة المتحدة.
واستهدفت الاحتجاجات أيضًا شركات أخرى غير مصانع الأسلحة التي يُنظر إليها على أنها داعمة لإسرائيل. فقد دُعي إلى مقاطعة علامات تجارية، مثل ستاربكس،  وماكدونالدز  وبوما. وأقنع النشطاء في مدينة ديري متجر "هوم بارجينز" بإزالة المنتجات المصنعة في إسرائيل من رفوفه،  كما أقنعوا متجر أونيلز بإزالة منتجات "بوما" بسبب رعاية تلك العلامة التجارية الرياضية لاتحاد كرة القدم الإسرائيلي.
نُظِّم احتجاج خارج مطعم ماكدونالدز في مدينة بريستول،  كما أُطلقت فئران في مطاعم ماكدونالدز في مدينة برمنغهام،  والحشرات العصوية في مطعم آخر لها في مدينة كيلي غرب يوركشاير، بعد أن قدَّم أحد امتيازاتها في إسرائيل الطعام مجانًا للجنود الإسرائيليين. وردَّت ماكدونالدز بأنها لم تدعم أو تمول أي حكومات متورطة في الصراع، وأن إجراء الامتياز اتُّخذ دون مشاركة أو موافقة أو إذن من الشركة. وفي كيلي أيضًا، استُهدف مقهى ستاربكس، حيث حطم المتظاهرون نوافذ المتجر، في أعقاب قرار الشركة بمقاضاة نقابة عمال ستاربكس المتحدة بعد أن نشرت المنظمة العمالية دعمًا لفلسطين على وسائل التواصل الاجتماعي.
نظَّم الطلاب احتجاجات موجَّهة إلى جامعاتهم، مطالبين في كثير من الأحيان المؤسسات بقطع العلاقات المالية والبحثية مع الشركات التي باعت تكنولوجيا الأسلحة لإسرائيل. وحضر احتجاجًا في كامبريدج أكثر من ألف طالب ومقيم - وهي أكبر مظاهرة في المدينة - دعوا فيها جامعة كامبريدج إلى سحب استثماراتها من إسرائيل. كما كتب الطلاب إلى الجامعة مطالبين إياها بالتحقيق في علاقاتها المالية مع الشركات المصنِّعة للأسلحة التي من المحتمل أن تزوِّد إسرائيل بها، وذكروا من بين أمور أخرى شركتي بلسان ساسا وكاتربيلر.
انسحب الطلاب والموظفون من المحاضرات احتجاجًا على نفس القضايا. حيث قاطع طلاب جامعة شفيلد حفل افتتاح أحدث مبنى في الجامعة، دعمًا لفلسطين واحتجاجًا على العقود المالية التي أبرمتها الجامعة مع شركات تصنيع الأسلحة، بما في ذلك "بي أيه إي سيستمز"، و"جي كيه إن"، وبوينغ. وقامت حركة فلسطين بالطلاء على مبنى شركة ليوناردو في لندن احتجاجًا على تصنيعها للأسلحة التي تستخدمها إسرائيل.

## مواقف السياسيين

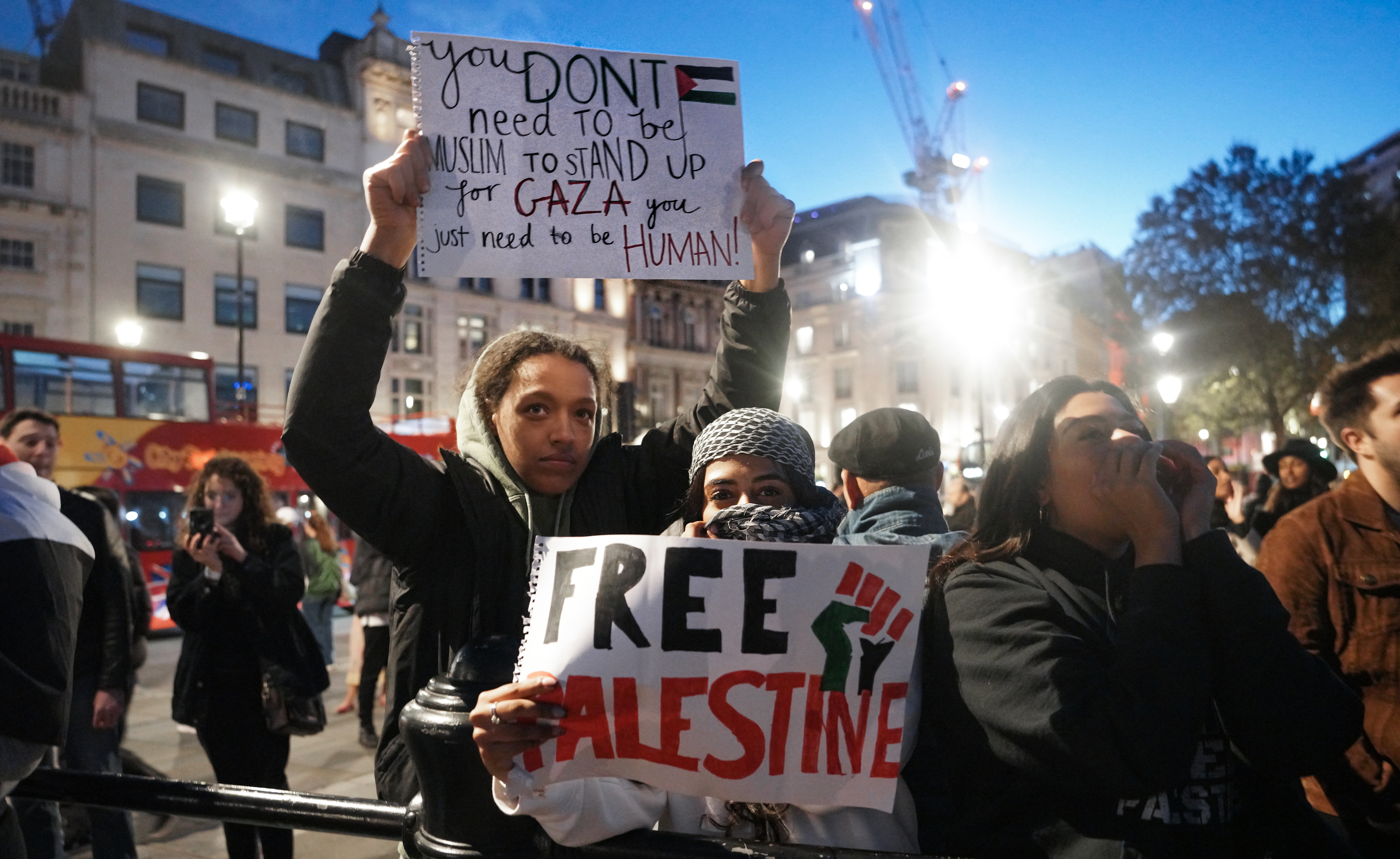
مسيرة مناصرة للفلسطينيين في لندن، 14 أكتوبر 2023

كان الموقف الرسمي لحزبي المحافظين الحاكم والعمال المعارض في المملكة المتحدة مؤيدًا لإسرائيل. فقد أيد كير ستارمر، زعيم حزب العمال، قيام إسرائيل بقطع إمدادات المياه والكهرباء عن قطاع غزة. كما أصدر حزب العمال تحذيرًا لنوابه وقادة مجالسه بضرورة عدم حضور المسيرات المؤيدة لفلسطين. وقد كتب المئات من أعضاء مجلس حزب العمال إلى ستارمر حاثين إياه على الدعوة إلى وقف إطلاق النار،  واستقال العشرات من الحزب لأنهم لا يستطيعون بضميرهم الاحتفاظ بعضويتهم بسبب موقفهم.
من جانبه، كتب النائب المحافظ بول بريستو إلى رئيس الوزراء ريشي سوناك يطلب منه الدعوة إلى وقف إطلاق النار وهو الإجراء الذي طرده حزبه بسببه من منصبه الحكومي كمساعد وزاري. واستقال النائب العمالي عمران حسين من منصب وزير الظل كونه لم يتمكن من الدعوة إلى وقف إطلاق النار أثناء توليه المنصب. كما قامت النائبة العمالية أبسانا بيجوم بزيارة كشك حملة التضامن مع فلسطين، والتقطت صورًا لها، في مؤتمر حزب العمال في ليفربول. وأصدر قادة مجالس المقاطعات الحضرية العشرة في مانشستر الكبرى (جميعها بقيادة حزب العمال باستثناء واحدة)، وعمدة مانشستر الكبرى أندي بيرنهام ونائب عمدة مانشستر الكبرى لشؤون الشرطة والجريمة كيث جرين، بيانًا يدعو إلى وقف إطلاق النار. كما تحدث النائب آندي ماكدونالد في تجمع مؤيد لفلسطين؛ وبعد المظاهرة، طرده حزب العمال لأنه قال "من النهر إلى البحر".
تحت ضغط من أعضاء الحزب لدعم وقف إطلاق النار،  عدّل ستارمر موقف حزب العمال الرسمي إلى موقف ينتقد القصف العسكري الإسرائيلي لكنه لم يصل إلى حد الدعوة إلى وقف إطلاق النار. كما قدم الحزب الوطني الاسكتلندي اقتراحًا برلمانيًا يدعو إلى وقف إطلاق النار، قائلًا في بيان رسمي: "لقد حان الوقت لتسمية الأشياء بأسمائها الحقيقية. بالنسبة لأي مراقب محايد، فإن جرائم الحرب ترتكب من قبل إسرائيل في غزة".
ولم يصوت أي من أعضاء البرلمان المحافظين لصالح الاقتراح، وقال حزب العمال إنه يجب على نوابه الامتناع عن التصويت، وبدلًا من ذلك، التصويت على اقتراح حزب العمال الذي يدعو إلى "وقف مؤقت إنساني" للقتال. ومع ذلك، فإن عددًا من نوابه، بما في ذلك أعضاء الجبهة، تحدوا الأمر وصوتوا لصالح اقتراح وقف إطلاق النار. وقد استقال عشرة من أعضاء الجبهة الأمامية من مناصبهم لأنهم لم يتفقوا مع خط الحزب.

### الاحتجاجات الموجهة ضد السياسيين

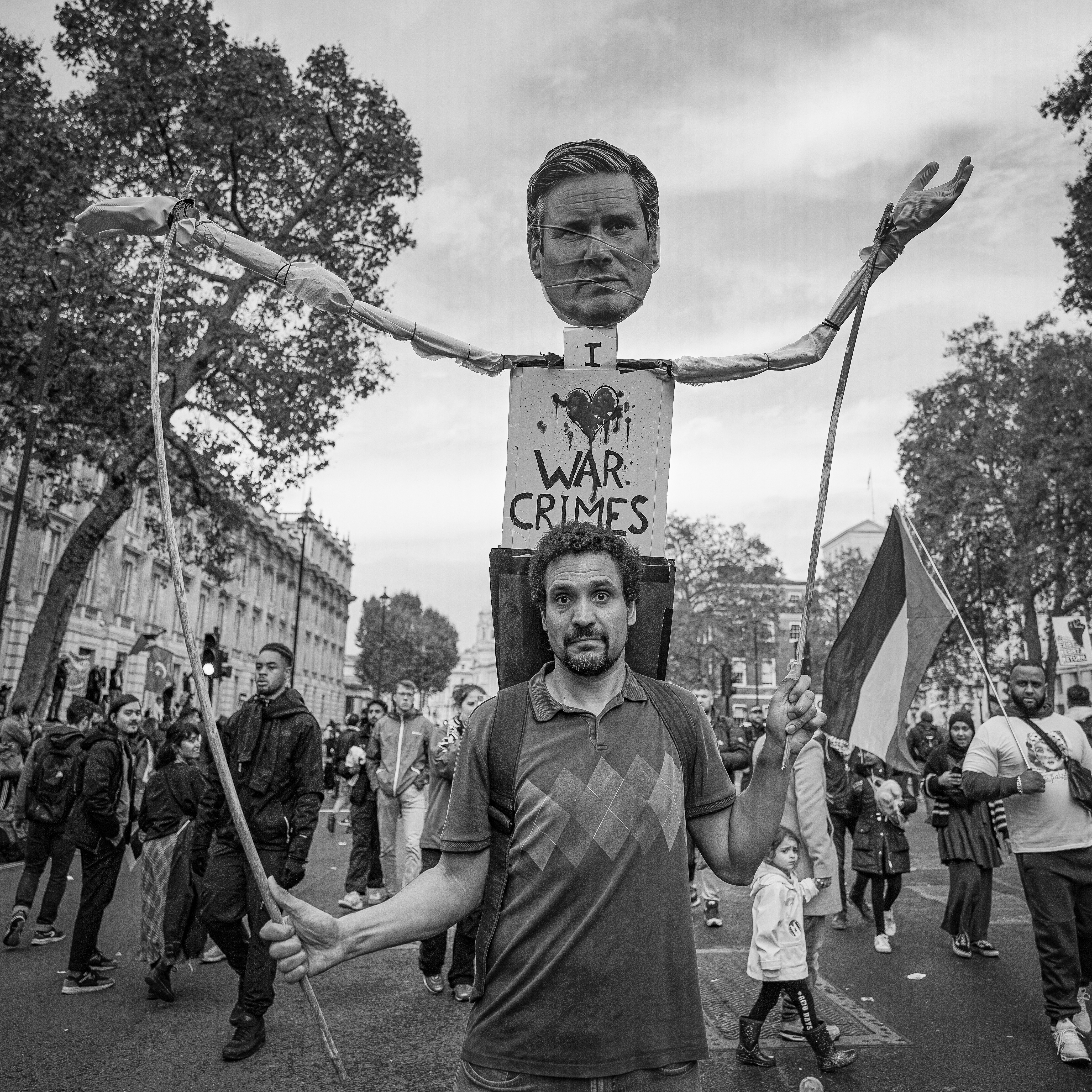
متظاهر مؤيد للفلسطينيين ينتقد زعيم حزب العمال كير ستارمر، 28 أكتوبر 2023

أعرب المتظاهرون المؤيدون للقضية الفلسطينية عن رفضهم واستنكارهم لمواقف الأحزاب السياسية والسياسيين من تصرفات إسرائيل تجاه الشعب الفلسطيني. وهتف المحتجون "عار عليك" في وجه النائب مايكل جوف، وزير الدولة للتسوية والإسكان والمجتمعات ووزير العلاقات الحكومية الدولية، حيث تم مرافقته عبر لندن فيكتوريا بعد فترة وجيزة من الاعتصام في المحطة. وقاطع المتظاهرون خطاب إيفيت كوبر، رافعين لافتات كُتب عليها "أوقفوا إطلاق النار الآن"، أثناء مناقشتها لخطاب الملك في مجلس العموم عندما تحدثت عن الأزمة في إسرائيل. واحتج المتظاهرون أمام مقر حزب العمال في لندن وهم يهتفون "كير ستارمر، لا يمكنك الاختباء، أنت تؤيد الإبادة الجماعية" ودعوا الحزب إلى "تغيير سياساته... والمطالبة بوقف فوري لإطلاق النار".
وفي أعقاب التصويت البرلماني على وقف إطلاق النار، والذي امتنع عنه أغلبية نواب حزب العمال، تم استهداف مكاتب دوائر النواب. حيث كُتبت كلمة "قاتل" على مكتب النائب جو ستيفنز، أحد الممتنعين عن التصويت، في كارديف، وتم تعليق ملصقات تقول إن النائبة "ملطخة بالدماء... يداها" وتؤيد قتل الأطفال. تظاهر المحتجون خارج مكتب النائب العمالي بيتر كايل عن هوف، الذي امتنع أيضًا عن التصويت على وقف إطلاق النار. وترك المتظاهرون قائمة من المطالب في مكتب النائب، بما في ذلك أن يدين "الاستخدام غير القانوني للقوة المفرطة" من قبل إسرائيل، ويدعو إلى وقف فوري لإطلاق النار، ويطالب بوقف صادرات الأسلحة إلى إسرائيل. كان مكتب النائب ستيف مكابي في برمنغهام سيلي أوك موقعًا آخر احتج فيه المتظاهرون في الخارج، مطالبين هذه المرة بإلغاء انتخابه.
ونظم مئات الأشخاص مسيرة عبر دائرة زعيم حزب العمال كير ستارمر واحتجوا خارج مكتبه، منتقدين طريقة تعامله مع الأزمة. ووقع مائة ألف شخص على عريضة لطرد تسيبي هوتوفلي. وقاطع المتظاهرون حدثًا أقامته أنجيلا راينر، وقالت إحدى النساء لراينر: "أنت تسمين نفسك نسوية في العصر الحديث، لا أعتقد ذلك". في يناير 2024، قاطع المتظاهرون المؤيدون للقضية الفلسطينية خطاب وزير الخارجية الظل في حزب العمال ديفيد لامي. وفي مارس 2024، قامت مجموعة من النساء المحتجات خارج البرلمان بحلق رؤوسهن تضامنًا مع نساء غزة.
وضعت منظمة العفو الدولية لافتات وهمية كُتب عليها "شارع الإبادة الجماعية" في الشارع أمام السفارة الإسرائيلية في لندن. وفي أبريل 2024 احتشد المتظاهرون خارج اتحاد أكسفورد الذي كان يستضيف نانسي بيلوسي؛ وبحسب ما ورد، طغى صوت المحتجين على خطاب بيلوسي قبل أن يقاطعه اثنان من الجمهور يحملان أعلامًا فلسطينية قامت الشرطة بإزالتهما لاحقًا.

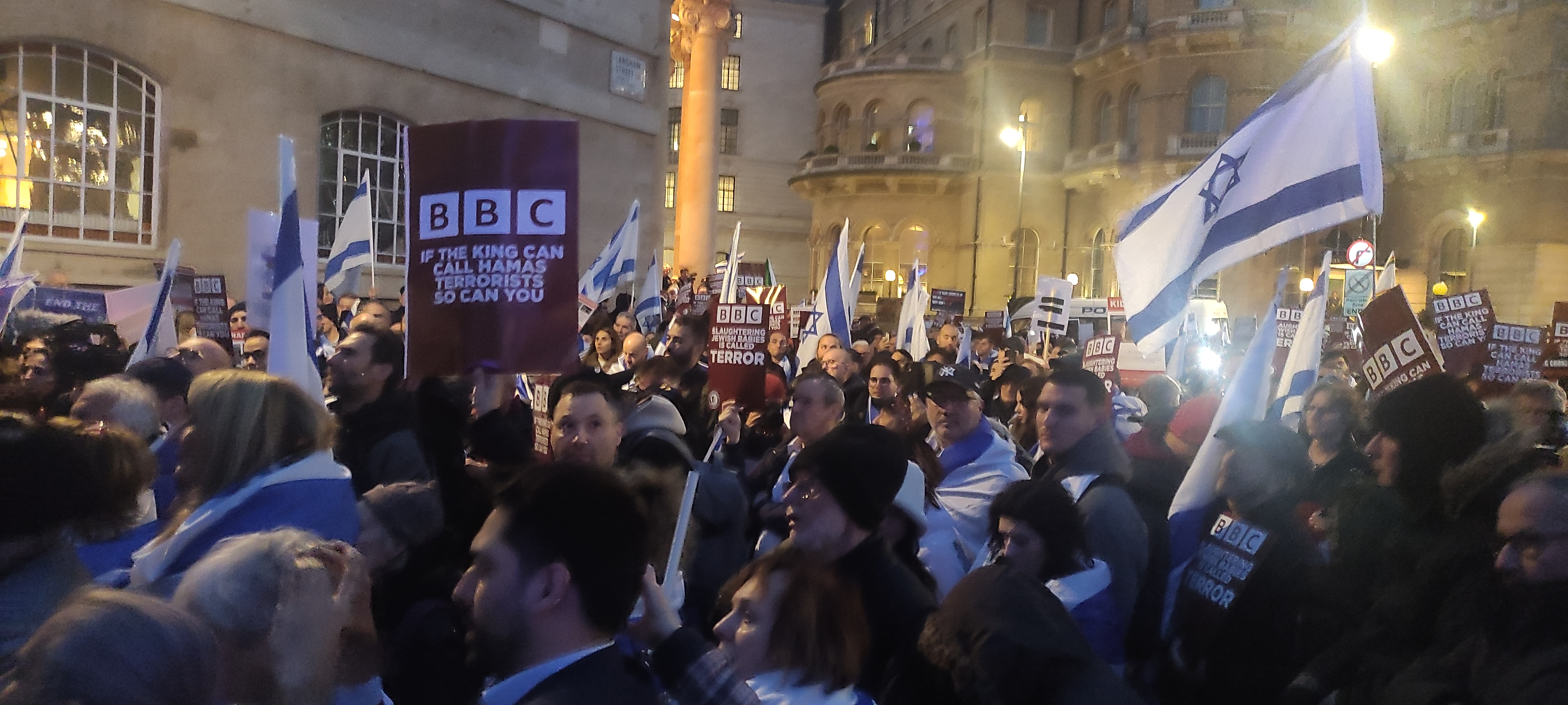
احتجاجات نظمتها الجماعات اليهودية أمام دار الإذاعة، في أعقاب اندلاع الحرب الفلسطينية الإسرائيلية ورفض بي بي سي في البداية وصف حماس بأنها منظمة إرهابية.

## شخصيات ثقافية
في البدء، حرصت شخصيات ثقافية بريطانية بارزة، من فنانين ومؤلفين وممثلين ومخرجين وموسيقيين وغيرهم، على التوقيع على ثلاث رسائل مفتوحة منفصلة تدعو إلى وقف إطلاق النار، ومن بين هؤلاء تيلدا سوينتون، وتشارلز دانس، ونهال أرتاناياكي، وفيليكس ويذرال، وأليكس سوشون، ومايكل وينتربوتوم، وجوزي لونج، ومايك لي، وآصف كاباديا، وأنتوني أناكساجورو، وستيف كوجان، وريني إيدو لودج، وغاري يونج، وسالي روني إلى جانب نظرائهم الدوليين.
وقد ضمت إحدى هذه الرسائل نحو 300 موقع من منسقي الأغاني والفنانين والمجموعات الموسيقية المرتبطة بمشهد الموسيقى الإلكترونية في بريطانيا، فيما احتوت رسالة أخرى على 750 توقيعًا من الكُتاب ونُشرت في لندن ريفيو أوف بوكس، أما الثالثة فكان عدد موقعيها أكثر من 2000 شخصية من أعضاء جمعية فنانون من أجل فلسطين.

## منظمات دينية
دعت الوكالة الكاثوليكية للتنمية الخارجية إلى وقف القتال وإنهاء ما وصفته بـ "الكارثة الإنسانية"، مؤكدة أن الهدنة الإنسانية غير كافية، وأن وقف إطلاق النار هو السبيل الوحيد لوضع حد لقتل المدنيين الأبرياء، فضلًا عن ضمان تحرير الرهائن والسماح بوصول المساعدات اللازمة لتلبية الاحتياجات الإنسانية الهائلة.
كما انضم رئيس أساقفة كانتربيري جاستن ويلبي إلى الدعوات المنادية بوقف القتال، معربًا عن أن "معاناة الفلسطينيين الأبرياء تصرخ كصرخة استغاثة"، وذلك بعد أن أرسل إليه المسيحيون الفلسطينيون رسالة يعبرون فيها عن قلقهم من دعم الزعماء الأنجليكان لموقف المملكة المتحدة تجاه الحرب الفلسطينية الإسرائيلية. ولم يقتصر الأمر على ذلك، بل انضم أعضاء حركة "باكس كريستي" الكاثوليكية للسلام إلى مسيرة يوم الهدنة في لندن،  فيما أصدر مؤتمر الأساقفة الكاثوليك في إنجلترا وويلز بيانًا يطالب حكومة بلاده بزيادة الجهود من أجل التوصل إلى وقف إنساني لإطلاق النار في قطاع غزة والإفراج الفوري عن جميع الرهائن.
ودعا أيضًا مجلس الأساقفة في كنيسة إنجلترا إلى "هدنة إنسانية فورية" مع الحفاظ على الأمل في وقف إطلاق النار على المدى البعيد، مشددًا على ضرورة التزام جميع أطراف النزاع بالقانون الإنساني الدولي واتخاذ كافة الخطوات اللازمة للحد من المعاناة المدنية وتجنب الضرر للبنى التحتية،  وهو ما دعا إليه مجلس الأساقفة في ويلز أيضًا، مضيفًا إدانته لهجمات حماس، وحثه إسرائيل على الاعتراف بأنه "لا يمكن إحلال السلام في الشرق الأوسط على أسس القصاص والعنف والمعاناة البريئة مهما كانت أسباب الاستفزاز".

## الخلافات

### معاداة السامية
في الأسابيع التي تلت الحرب الفلسطينية الإسرائيلية 2023 والهجوم الإسرائيلي على غزة، زادت معدلات حوادث الكراهية المعادية للسامية بأكثر من أربعة أضعاف في جميع أنحاء المملكة المتحدة، وبأكثر من 1350% في لندن، مما دفع قوات الشرطة البريطانية إلى نشر مئات من ضباط الشرطة الإضافيين لحماية المجتمعات اليهودية.
واتهمت احتجاجات داعمة لفلسطين بمعاداة السامية،  بينما ساد جوٌ من القلق بين الجماعات اليهودية. ووصفت وزيرة الداخلية سويلا برافرمان المظاهرات المؤيدة للفلسطينيين بأنها "مسيرات كراهية"، بينما لم تصف المظاهرات المؤيدة لإسرائيل بهذا الوصف،  وقال المتظاهرون أن كون الشخص مؤيدًا للفلسطينيين لا يجعله معاديًا للسامية. ومن بين أسباب الاحتجاجات الدعوة إلى وقف إطلاق النار،  ووقف قصف غزة وإيقاف المذبحة وقتل الأطفال الفلسطينيين، والدعوة لإنهاء الاحتلال الإسرائيلي، والدعوة لإيقاف تسليح إسرائيل، ووضع حد للإبادة الجماعية للفلسطينيين.
ردد بعض المتظاهرين هتافات "من النهر إلى البحر، فلسطين ستكون حرة" في عدد من المسيرات المؤيدة للفلسطينيين. والذي تفسره منظمات صهيونية متطرفة بأنه يطالب بإبادة اليهود وتعتبره عدة بلدان ومنظمات معادٍ للسامية، 

### حرية التعبير
بالإضافة إلى وصفها المظاهرات المؤيدة للفلسطينيين بـ"مسيرات الكراهية"،  كتبت برافرمان إلى قوات الشرطة قائلةً إن التلويح بالعلم الفلسطيني أو ترديد هتافاتٍ معينة - مثل من النهر إلى البحر، فلسطين ستكون حرة - قد يُشكّل جريمةً جنائية. وعلّق حزب العمال عضوية النائب أندي ماكدونالد لاستخدامه عبارة "من النهر إلى البحر". تُظهر رسالة ميشيل دونيلان إلى مجلس البحوث والابتكار في المملكة المتحدة تناقضًا صارخًا في موقفها. فمن جهة، عبرت عن "اشمئزازها وغضبها" من تعيين أكاديميين اثنين في مجموعة المساواة والتنوع والشمول التابعة للهيئة العامة غير الإدارية، أحدهما أدان العنف من كلا الجانبين لكنه أشار إلى الإبادة الجماعية والفصل العنصري من جانب إسرائيل. ومن جهة ثانية فقد أدخلت بصفتها وزيرة الدولة للتعليم العالي والتعليم الإضافي قانون التعليم العالي (حرية التعبير) لعام 2023 قائلةً: إن الحرية الأكاديمية في هذه المؤسسات تتعرض للتقويض بطريقةٍ تُهدد ديمقراطيتنا بأكملها... نجد أكاديميين يفرضون رقابةً ذاتيةً على أنفسهم بدافع الخوف.
على إثر تدخل السياسيّة، علّق مجلس البحوث والابتكار في المملكة المتحدة عملَ المجموعة الاستشارية للمساواة والتنوع والشمول. واستقال عددٌ من الأكاديميين من المجلس احتجاجًا،  ووقّع 2500 أكاديميّ على رسالةٍ مفتوحةٍ تدين تدخل الوزيرة.
أما روبرت جينريك وزير الدولة لشؤون الهجرة فقد طلب من وزارة الداخلية دراسةِ كيفيّةِ إمكانيّةِ إلغاءِ تأشيراتِ العملِ وطردِ الطلابِ الدوليين الذين "يشيدون بحماس". وأعرب مُحتجّون،  ومُعلّقون مثل أوين جونز،  وأكاديميّون،  ومنظّمو جمعيّاتٍ خيريّةٍ مثل إسماعيل باتيل،  وجماعاتٌ مدافعةٌ عن الحريّاتِ المدنيّةِ مثل ليبرتي،  ومجموعةُ الحقوقِ المفتوحة،  عن مخاوفهم من أنّ الحكومة، وبرافرمان على وجهِ الخصوص، تُقوّضُ حريّةَ التعبير، ورأوا في ذلك استمرارًا لتحرّكاتٍ حكوميّةٍ أخرى للسيطرةِ على الخطاب، مثل مشروعِ قانونِ النشاطِ الاقتصاديّ للهيئاتِ العامةِ (الشؤونُ الخارجيّة)، الذي سيحظرُ على المجالسِ الانضمامَ إلى مبادراتِ المقاطعةِ وسحبِ الاستثماراتِ وفرضِ العقوبات.
عقب خطاب لرئيس الوزراء وصف فيه المتظاهرين المؤيدين للفلسطينيين بأنهم "متطرفون عنيفون" وسيتم إلغاء تأشيراتهم،  وصفت منظمة العفو الدولية تعليقاته بأنها "مقلقة للغاية" وأن الحكومة قد تسعى إلى تقييد الاحتجاجات.

### مسيرة يوم الهدنة

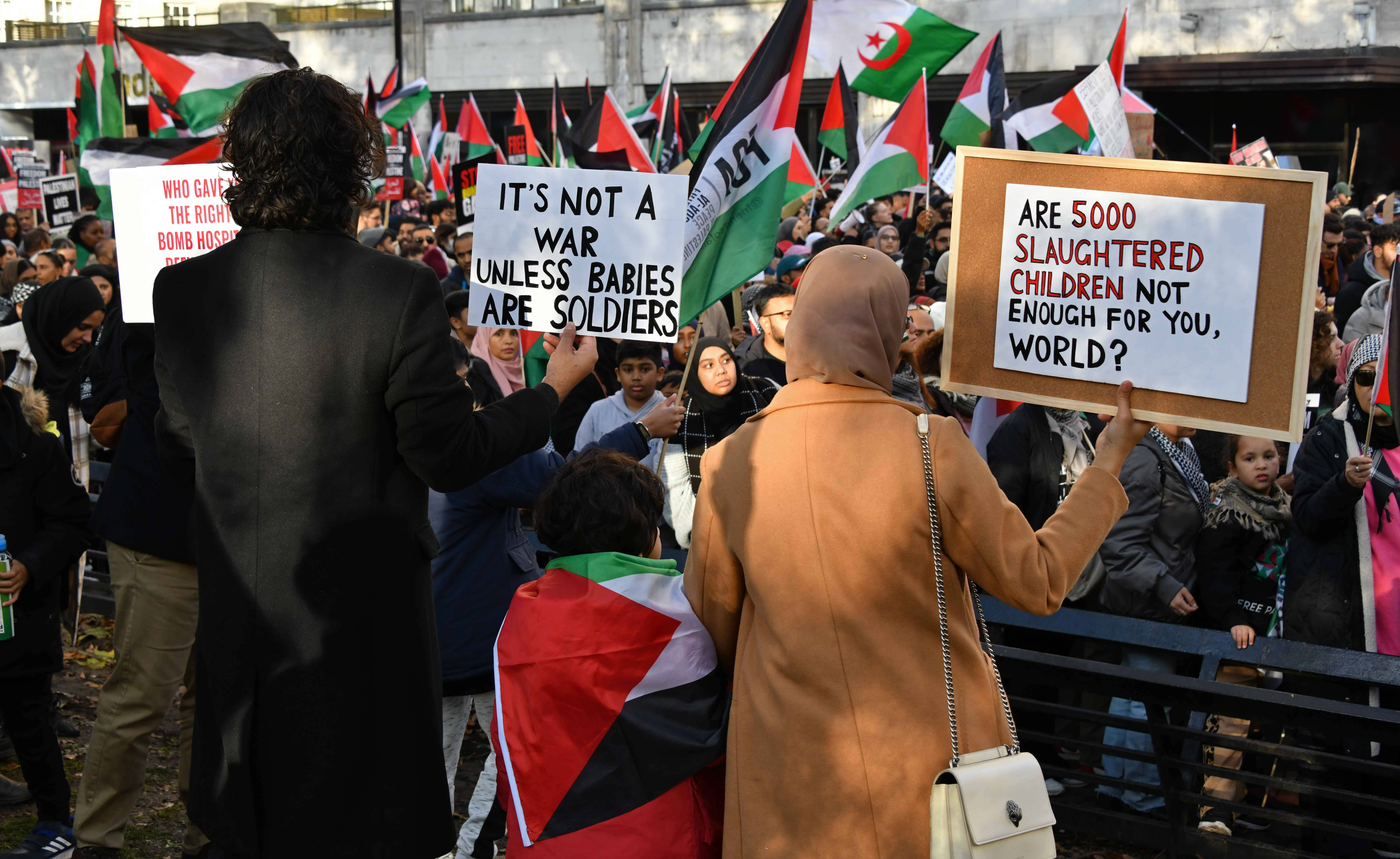
مسيرة مؤيدة للفلسطينيين في لندن، 11 نوفمبر

أثير جدل واسع حول مسيرة الحادي عشر من نوفمبر في لندن، إذْ تزامنتْ مع يوم الهدنة، حيثُ قالتْ وزيرةُ الداخلية سويلا برافرمان إنه يجبُ حظرُ المسيرةِ احترامًا لفعالياتِ يوم الهدنة. وقالَ مُحتجُّون ومُعلِّقون، مثلُ المُحاربينِ القدامى جو غلينتون ونادية ميتشل، إنَّ يومَ الهدنة، الذي يُحيي ذكرى وقفِ إطلاقِ النار الذي دُعيَ لإنهاءِ الحرب العالمية الأولى، كانَ يومًا مناسبًا للدعوةِ إلى وقفٍ آخرَ لإطلاقِ النار. واتهمتْ برافرمان قبلَ أيامٍ من المسيرة، شرطةَ العاصمة، وهيَ قوةُ شرطةِ لندن، بالتساهلِ الشديدِ معَ المُتظاهرينَ المُؤيّدينَ للفلسطينيين. وخلالَ اليوم، تجمَّعَ مُحتجُّون من اليمينِ المُتطرفِ عندَ النصبِ التذكاريّ،  مُشيرينَ إلى كلماتِ برافرمان كمُبرِّرٍ لحضورِهم، مُرددينَ وصفَها للمُحتجّينَ المُؤيّدينَ للفلسطينيين بأنّهم "غوغاء". وكانَ بعضُ المُحتجّينَ المُعارضينَ من أعضاءِ رابطة الدفاع الإنجليزية،  وفي وقتٍ سابقٍ من اليوم، شوهدَ ستيفن ياكسلي لينون، المعروفُ أيضًا باسمِ تومي روبنسون، يقودُ مُحتجّينَ من اليمينِ المُتطرفِ حولَ الحيّ الصينيّ. واشتبكَ مُحتجُّون من اليمينِ المُتطرفِ معَ الشرطةِ،  بينما مرَّتِ المسيرةُ نفسها بسلام.
قالَ عددٌ من السياسيين، بمن فيهم كير ستارمر،  وعددٌ من الصحفِ الرائدة،  إنَّه يجبُ على برافرمان الاستقالةُ أو إقالتُها من منصبِها في الحكومةِ لدورها في زيادةِ التوتر والانقسام داخلَ المملكةِ المتحدةِ وتأجيجِ عنفِ اليمينِ المُتطرفِ في يومِ الهدنة. وقالَ حمزة يوسف، الوزيرُ الأولُ لاسكتلندا، إنّها شجَّعتِ اليمينَ المُتطرفَ و"أشعلتْ نيرانَ الانقسام". وفي 13 نوفمبر أقالَ رئيسُ الوزراءِ ريشي سوناك برافرمان من منصبِها كوزيرةٍ للداخليةِ في تعديلٍ وزاريّ.